# 집오리
집오리는 오리과에 속하는 새로, 가압(家鴨)이라고도 한다. 학명은 Anas platyrhynchos domesticus이다. 대부분의 가축화된 집오리는 야생 청둥오리를 길들인 것이다. 몸은 청둥오리에 비해 뚱뚱하고 편평한 달걀 모양에 온 몸에 솜 같은 깃털이 빽빽이 자라나 있다. 수컷은 아름답고 목에 흰 띠를 두르고 큰 소리로 운다. 발가락 사이에 물갈퀴가 발달해서 물 속에 잘 들어간다. 곡물·어패·수초 등을 먹고 산다. 루앙종, 인디언러너종 등 25품종 이상으로 개량되어 있다.

## 사진첩

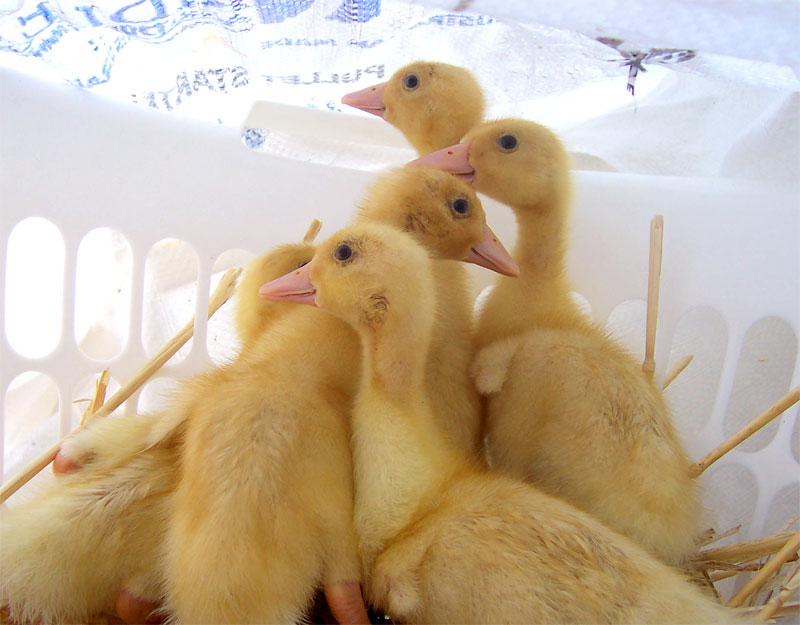
집오리 새끼들
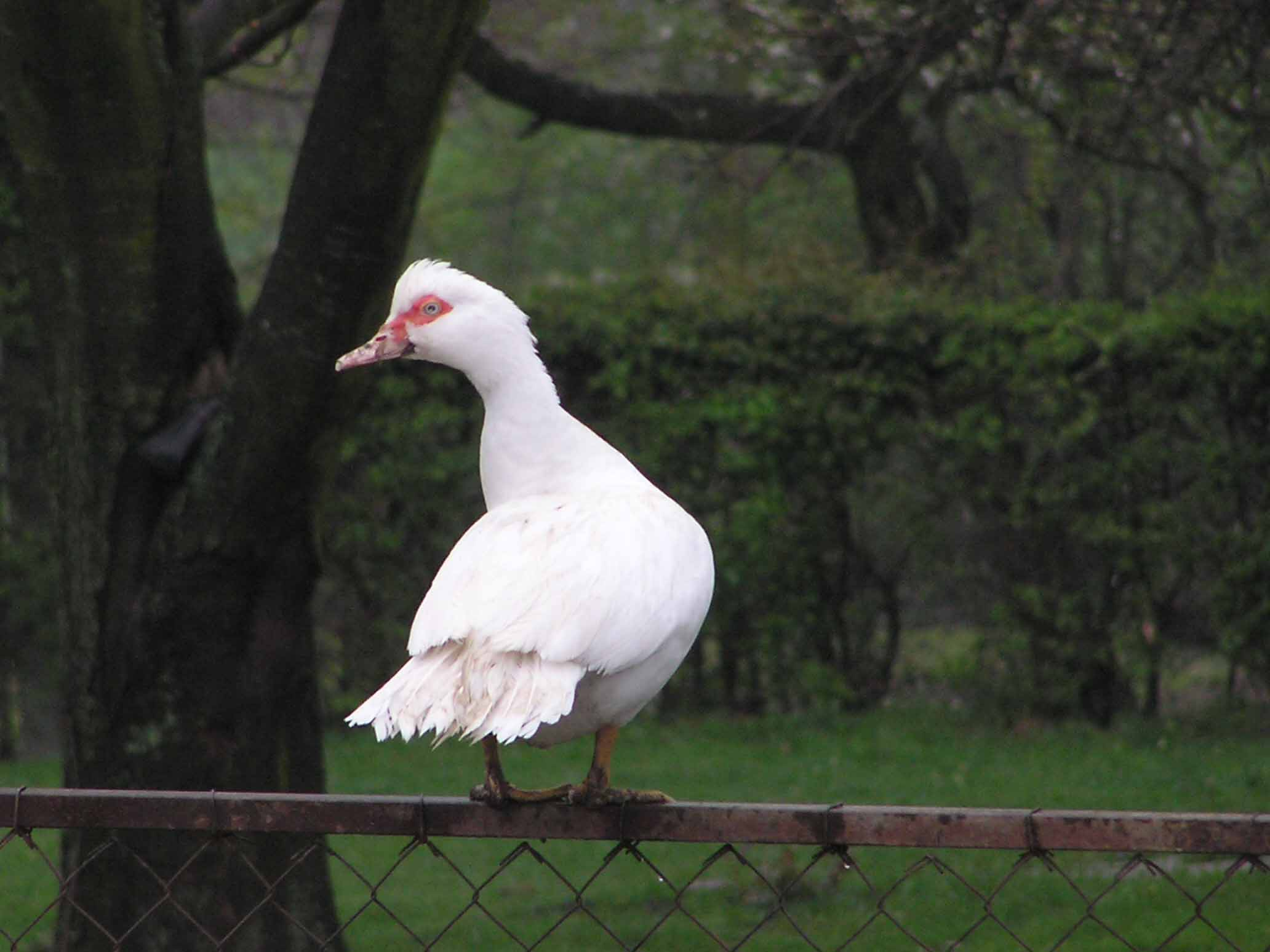
세르비아 마을의 가축화된 모스크바오리
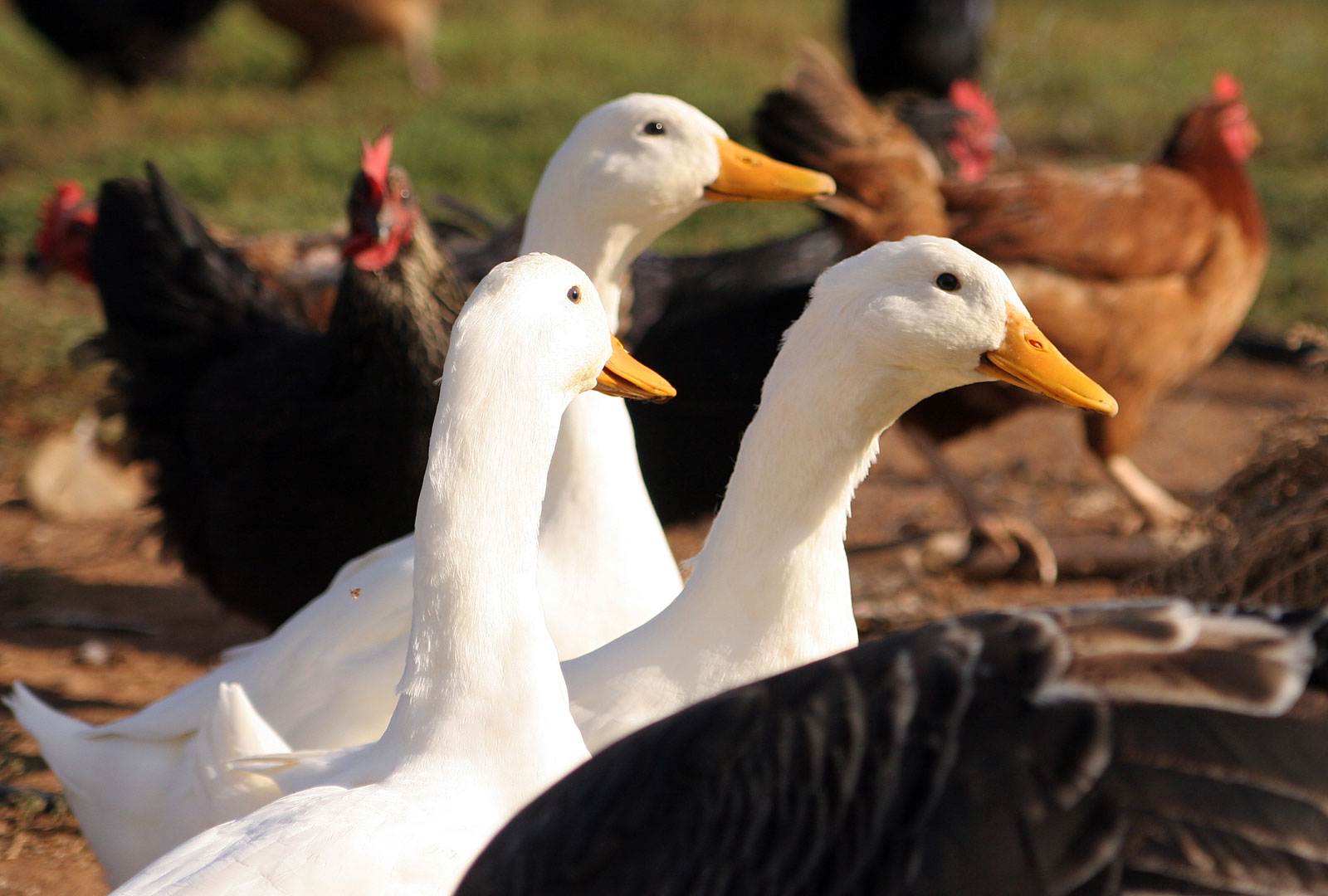
집오리와 닭